# Microsetella rosea
Microsetella rosea is een eenoogkreeftjessoort uit de familie van de Ectinosomatidae. De wetenschappelijke naam van de soort is voor het eerst geldig gepubliceerd in 1848 door Dana.